# Distretto municipale di Kintampo Nord
Il distretto municipale di Kintampo Nord  (ufficialmente Kintampo North Municipal District, in inglese) è un distretto della regione di Bono Est del Ghana.